# Petrus Damiani
Petrus Damiani (Ravenna, 20 februari 1007 - Faenza, 22/23 februari 1072) was een Italiaans kerkhervormer en theoloog.

## Leven
Hij trad in 1035 in het klooster van de camaldulenzers te Fonte Avellana. Daar bekleedde hij vanaf 1043 de functie van prior. Dit klooster werd rond 1009 gesticht door een leerling van de beroemde Romualdus, Ludolph, en zou in 1325 tot abdij verheven worden. Damiani werd sterk beïnvloed door Romualdus en zou rond 1042 ook diens biografie schrijven (Vita beati Romualdi). In 1057 werd hij benoemd tot kardinaal-bisschop van Ostia door paus Stephanus IX en handelde op die manier ook dikwijls namens de Curie. Zo heeft hij als afgezant van de paus rond 1063 het klooster van Cluny bezocht. Daarbij vond hij dat de regels te streng en te strikt waren. De openlijke ruimtes vond hij daar wel waardig door hun eenvoud en ernst, wat op zijn minst opvallend is, omdat Cluny er juist om bekendstaat zoveel pracht en praal te hebben vertoond. In 1063 keerde hij terug naar Fonte Avellana.
Damiani was een onvermoeibaar bestrijder van kerkelijke misstanden, zoals simonie, sodomie en het concubinaat van priesters.

## Geschriften
Petrus Damiani liet vele brieven, traktaten, preken, zeven heiligenlevens en 240 hymnes en gedichten na.
Zijn bekendste werk is De Divina omnipotentia, een lange brief waarin hij ingaat op de vraag of God de maagdelijkheid van een vrouw kan herstellen en of Hij het verleden kan veranderen. Damiani neemt hierin een radicale positie in, waarin hij Gods macht benadrukt.

## Verering

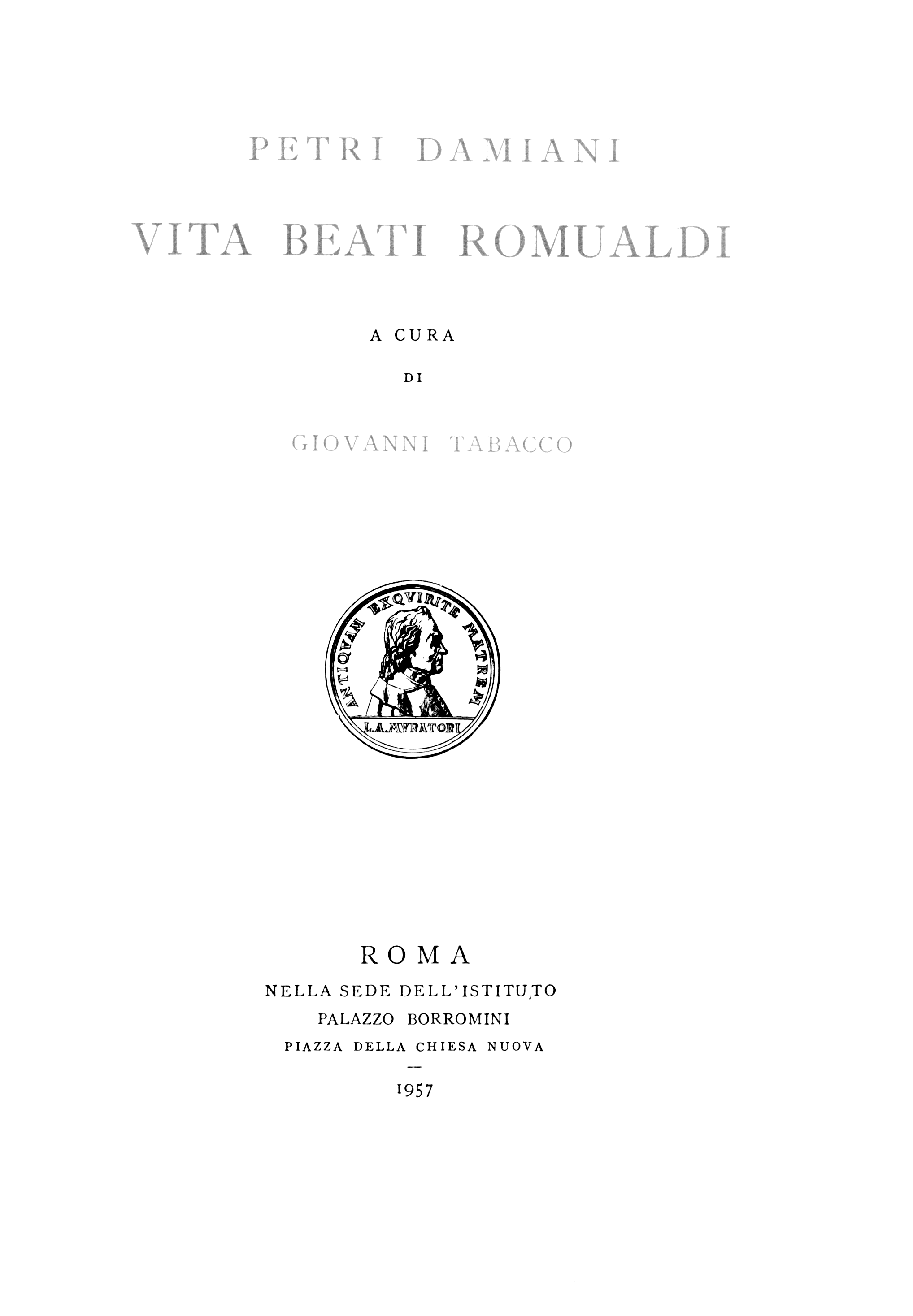
Vita Beati Romualdi

Petrus Damiani werd in 1828 door paus Leo XII tot kerkleraar verheven.
Zijn feestdag is op 21 februari. Hij wordt aangeroepen bij migraine.
Op schilderijen wordt hij meestal afgebeeld in het habijt van de camaldulenzers.